# Alberto Ezcurra Uriburu
Alberto Ignacio Ezcurra Uriburu (né le 30 juin 1937 à Buenos Aires - mort le 26 mai 1993) était un prêtre et militant néofasciste argentin. 

## Biographie
Alberto Ezcurra Uriburu étudie au collège catholique Champagnat, et devient rapidement anti-péroniste au moment du conflit du général Perón avec l'Église. Fondateur et dirigeant du Mouvement nationaliste Tacuara, anticommuniste, antisémite, catholique et fascisant, il reste à l'extrême-droite, contrairement à bon nombre de militants Tacuara qui évoluent vers le péronisme voire le trotskysme. Fin 1964, il devient prêtre et laisse les rênes de l'organisation Tacuara à Guillermo Patricio Kelly. 
Ezcurra Uriburu travaille ensuite pour les services secrets argentins, puis pour la Triple A de José Lopez Rega, et enfin pour le Batallón 601 de Inteligencia de l'armée, qui participe à l'Opération Charly en Amérique centrale.
Alberto Ezcurra Uriburu disait de la démocratie: « C'est une grosse dame, mal habillée, avec un accent étranger. » En 1988, il devient dirigeant de l'« Ordre » de María del Rosario de San Nicolás, auquel participent nombre d'anciens militants de l'Organización Única del Trasvasamiento Generacional (péroniste) ainsi que Rodolfo Galimberti (es), ex-Montonero, et Jorge Raddice, un ancien bourreau de l'ESMA .
Il est mort du cancer le 26 mai 1993.